# Coptocercus abberrans
Coptocercus abberrans là một loài bọ cánh cứng trong họ Cerambycidae.